# Олга Серјапкина
Олга Јурјевна Серјапкина (рус. Óльга Юрьевна Серябкина; Москва, 12. април 1985) је руска певачица, чланица групе Серебро.

## Приватни живот
Рођена је у Москви, 12. априла 1985. Као девојка је почела да се бави плесом, који је одмах заволела. Учествовала је на многим такмичењима, а на скоро свим је побеђивала. На Академији уметности студирала је плес и певање.
Такође, има диплому из дипломатије и превођења. Говори руски, енглески и немачки језик.

## Серебро (2007–)
На аудицију за групу Серебро довела ју је другарица Јелена Темњикова. Оља је одмах ушла у ужи круг, а ускоро је постала чланица групе. Поред ње и Јелене, чланица Серебра постала је две године старија Марина Лизоркина. Иако су први пројекти за 2008, група је направила песму Song#1, са којом су освојиле треће место на Евровизији 2007. у Хелсинкију. Група је постигла велики успех и велики број фанова, па су снимиле још неколико великих хитова у Русији, а тренутно спремају свој први албум. Тренутно су једна од најпопуларнијих група на просторима бившег Совјетског Савеза.

## Дискографија

### Са групом Серебро

#### Албуми
- 2009: ОпиумRoz

#### Синглови
- 2007: ""
- 2007: ""
- 2008: "Опиум"